# Nerf du muscle tenseur du voile du palais
Le nerf du muscle tenseur du voile du palais est une branche terminale du nerf mandibulaire.
Il innerve le muscle tenseur du voile du palais.

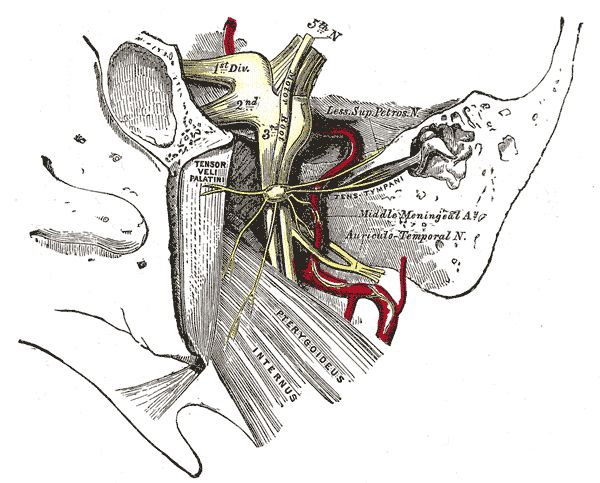
Le nerf du muscle tenseur du voile du palais est visible au centre de l'image (Tensor veli palatini).